# Biohazard
Biohazard – amerykańska grupa muzyczna z Nowego Jorku, Brooklyn, wykonująca muzykę z pogranicza hardcore punk i rapcore z wyraźnymi wpływami metalu.

## Historia
Grupa powstała w 1988 roku. Wpływ na ich muzykę wywierają takie nurty jak hip-hop, hardcore, muzyka Black Sabbath (przedstawili m.in. własną wersję utworu After Forever). Biohazard jest jednym z najważniejszych przedstawicieli muzyki hardcore pierwszej połowy lat 90. Mieli również duży wpływ na tworzący się w tamtym czasie groove metal. Biohazard uchodzi również za jeden z pierwszych zespołów metalcore, który w dodatku stał się sławny dekadę wcześniej od zespołów z fali lat 00.
Zespół rozwiązał się pod koniec 2005 roku, po wydaniu albumu Means to an End.
W 2008 roku grupa wznowiła działalność w oryginalnym składzie aktywnym do 1994. W 2010 grupa podpisała kontrakt z wytwórnią Nuclear Blast (w zakresie dystrybucji poza Stany Zjednoczone). W pierwotnym składzie grupa nagrała nowy album, którego producentem płyty był Toby Wright. Już po rejestracji długo oczekiwanej płyty, w czerwcu 2011 z zespołu odszedł Evan Seinfeld. Jego miejsce na trasie koncertowej zajął tymczasowo Scott Roberts, który uczestniczył w nagrywaniu albumu Means to an End. W sierpniu 2011 grupa ogłosiła poszukiwanie stałego wokalisty i zapowiedziała otwarte przesłuchania celem znalezienia nowego członka zespołu.
Nowe wydawnictwo zatytułowane Reborn In Defiance miało premierę 20 stycznia 2012. W tym czasie Biohazard odbywał trasę koncertową „Persistence Tour 2012” w Europie z zespołami Suicidal Tendencies, Terror, Walls of Jericho.

## Muzycy
Obecny skład zespołu

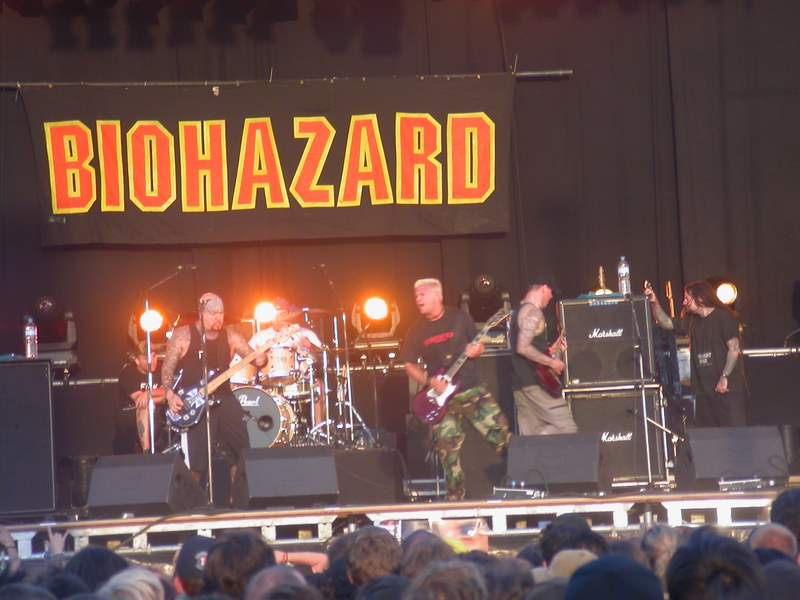
Grupa podczas koncertu (2003)

- Billy Graziadei – śpiew, gitara (od 1988)
- Danny Schuler – perkusja (od 1988)
- Bobby Hambel – gitara (1988-1995, od 2008)
- Evan Seinfeld – śpiew, gitara basowa (1988-2011, od 2022)

Byli członkowie
- Rob Echeverria – gitara (1997-2005)
- Scott Roberts – gitara (2002-2005), gitara basowa (trasy koncertowe 2011-2016)

Zastępstwo tymczasowe
- Danny Lamagna (Sworn Enemy) – perkusja (2012)[7]

## Dyskografia
Dema
- Demo (1988)
- Demo (1989)

Albumy studyjne
- Biohazard (1990)
- Urban Discipline (1992)
- Live & Alive (1994) tylko na Niemcy[8] (1.000 egz.)
- State of the World Address (1994)
- Mata Leão (1996)
- New World Disorder (1999)
- Uncivilization (2001)
- Kill or be Killed (2003)
- Means to an End (2005)
- Reborn in Defiance (2012)

Albumy koncertowe
- No Holds Barred (1997)
- Live in San Francisco (2007)

Kompilacje
- Tales from the B-Side (2001)

## Teledyski
- „Punishment” (1992)
- „Shades of grey” (1992)
- „How it is” (1994)
- „Tales from the hard side” (1994)
- „Five blocks to the subway” (1994)
- „Authority” (1996)
- „A lot to learn” (1996)
- „Sellout” (2001)
- „Vengeance is mine” (2012, reż. Travis Campbell)[9]
- „Forsaken” (2025, reż. Billy Graziadei)[10]